# 서산부춘중학교
서산부춘중학교(瑞山富春中學校)는 대한민국 충청남도 서산시 읍내동에 있는 공립 중학교이다.

## 학교 연혁
- 1993년 2월 13일 : 서산부춘중학교 설립 인가(남녀공학, 전 학년 18학급)
- 1994년 2월 24일 : 준공 (본관 4층 47실)
- 1994년 3월 30일 : 개교식
- 1997년 2월 11일 : 제1회 졸업식 (288명)
- 2024년 3월 1일 : 제15대 이완택 교장 부임
- 2025년 1월 8일 : 제29회 졸업식(157명, 총 졸업생수 6,610명)
- 2025년 3월 4일 : 신입생 입학(154명)

## 참고 자료
- 서산부춘중학교 - 한국교육학술정보원 학교알리미